# Diplazium lanceolatum
Diplazium lanceolatum là một loài dương xỉ trong họ Athyriaceae. Loài này được A. Rojas mô tả khoa học đầu tiên năm 2009.
Danh pháp khoa học của loài này chưa được làm sáng tỏ. 